# バンクワン刑務所
バンクワン刑務所（タイ語: เรือนจำกลางบางขวาง; 英語: Bang Kwang Central Prison）はタイ・ノンタブリー県にある重罪受刑者ばかりを収容する刑務所。約4,500人を収容する。
同刑務所内にはタイ唯一の処刑場がある。1935年、斬首刑に代わって銃殺刑が導入された。ドイツ製のH&K MP5及びライフル銃が使用され、死刑囚に目隠しをして十字架に対面させ、両手、両足、胴を拘束し背後から射撃する。銃殺刑は約68年間続き、2003年に薬殺刑に切り替わった。

## 交通
チャオプラヤー・エクスプレス終点「ノンタブリー」船乗り場を背に40m直進し、食堂のある一つ目の角を左折し、直進して右側。